# Manta, Piemonte
Manta är en ort och kommun i provinsen Cuneo i regionen Piemonte i Italien. Kommunen hade 3 786 invånare (2018).